# Chinchilla de Monte-Aragón
Chinchilla de Monte-Aragón este un oraș din Spania, situat în provincia Albacete din comunitatea autonomă Castilia-La Mancha. Are o populație de 3.203 de locuitori.